# Jared Staal
Jared John Staal (* 21. August 1990 in Thunder Bay, Ontario) ist ein ehemaliger kanadischer Eishockeyspieler und derzeitiger -trainer, der im Verlauf seiner aktiven Karriere zwischen 2006 und 2017 unter anderem 235 Spiele in der American Hockey League (AHL) auf der Position des rechten Flügelstürmers bestritten hat. Darüber hinaus absolvierte Staal zwei Partien für die Carolina Hurricanes in der National Hockey League (NHL).

## Karriere

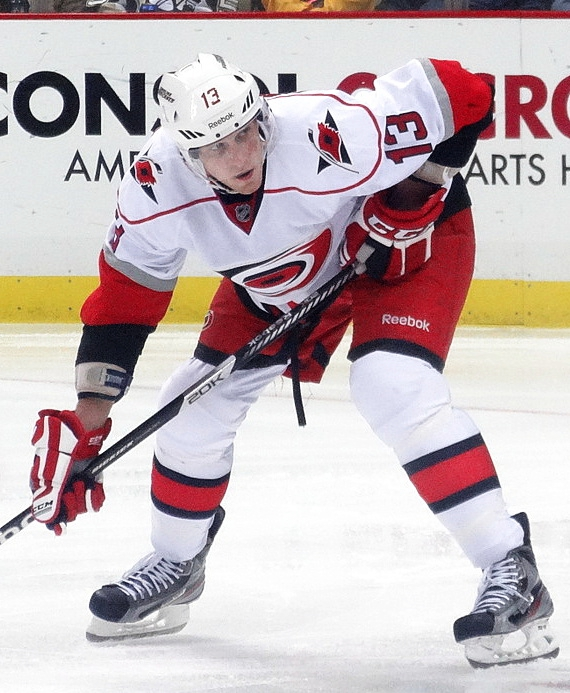
Staal im Trikot der Charlotte Checkers (2013)

Jared Staal spielte ab 2006 in der kanadischen Juniorenliga Ontario Hockey League (OHL) bei den Sudbury Wolves. In seiner ersten Saison erzielte nur zwei Tore und einen Assist sowie ein Playoff-Tor. Mit den Wolves scheiterte er im Finale der OHL-Playoffs an den Plymouth Whalers und verpasste somit nur knapp den Einzug in die Memorial-Cup-Endrunde. In seinem zweiten Jahr konnte er sich deutlich steigern, erzielte 21 Tore und bereitete 28 weitere vor. Allerdings konnte die Mannschaft nicht an die Leistung des Vorjahres anknüpfen und verpasste die Playoffs. Nach dem Ende der Saison wurde Jared Staal von den Phoenix Coyotes im NHL Entry Draft 2008 in der zweiten Runde an Position 49 ausgewählt. Damit war er der einzige der Staal-Brüder, der nicht in der ersten Runde gedraftet wurde und dessen Team in der Western Conference spielte. In der Saison 2008/09 spielte er weiterhin für die Sudbury Wolves, die sich wieder steigern konnten und Staal knüpfte an die Leistungen der Vorsaison an.
Nachdem die Wolves in der ersten Runde gescheitert waren, nahmen ihn die San Antonio Rampage aus der American Hockey League (AHL) in ihren Kader auf, die als Farmteam mit den Phoenix Coyotes kooperierten. Im Mai 2010 transferierten ihn die Phoenix Coyotes im Austausch für ein Fünftrunden-Wahlrecht im NHL Entry Draft 2010 zu den Carolina Hurricanes. Einen Tag später unterzeichnete er einen dreijährigen Einstiegsvertrag bei den Canes. Die Saison 2010/11 begann er bei deren Farmteam Charlotte Checkers in der AHL, für die er zwölf Spiele absolvierte und ein Tor erzielte. Im Anschluss wurde er zu den Florida Everblades in die ECHL geschickt.
Nach fünf Jahren in der Organisation der Hurricanes wechselte Staal im Oktober 2015 zu den South Carolina Stingrays, nachdem er weder von den Checkers noch von den Everblades einen neuen Vertrag erhalten hatte. Dort verblieb der Angreifer eine Spielzeit, ehe er sich im Juli 2016 zu einem Wechsel nach Europa entschloss und einen Einjahresvertrag bei den Edinburgh Capitals aus der britischen Elite Ice Hockey League unterzeichnete.
Nach seinem Karriereende als Spieler wechselte Staal hinter die Bande. Als Assistenztrainer war er in der Saison 2018/19 im Nachwuchsbereich in Edmonton tätig. Für die Saison 2019/20 wurde er als Assistenztrainer in der ECHL von den Orlando Solar Bears verpflichtet. Dort war er drei Jahre lang tätig, ehe er zur Saison 2022/23 von seinem Ex-Team Charlotte Checkers ebenfalls als Assistenztrainer unter Vertrag genommen wurde.

## Erfolge und Auszeichnungen
- 2008 Teilnahme am CHL Top Prospects Game

## Karrierestatistik
(Legende zur Spielerstatistik: Sp oder GP = absolvierte Spiele; T oder G = erzielte Tore; V oder A = erzielte Assists; Pkt oder Pts = erzielte Scorerpunkte; SM oder PIM = erhaltene Strafminuten; +/− = Plus/Minus-Bilanz; PP = erzielte Überzahltore; SH = erzielte Unterzahltore; GW = erzielte Siegtore; 1 Play-downs/Relegation; Kursiv: Statistik nicht vollständig)

## Familie
Jared Staal stammt aus einer Eishockeyfamile. Seine drei älteren Brüder Eric, Marc und Jordan wurden bereits zwischen 2003 und 2006 von NHL-Teams jeweils in der ersten Runde gedraftet. Eric und Jordan an zweiter Stelle ihres jeweiligen Jahrgangs und Marc an zwölfter Position. Eric gewann 2006 mit den Carolina Hurricanes den Stanley Cup, während Jordan im Team der Pittsburgh Penguins den Stanley Cup im Jahr 2009 gewann. Ihr Cousin Jeff Heerema war ebenfalls in der NHL aktiv.